# Sjöbysjön
Sjöbysjön är en sjö i Kramfors kommun i Ångermanland och ingår i Ångermanälven-Gådeåns kustområde. Sjön har en area på 0,319 kvadratkilometer och ligger 86 meter över havet. Sjön avvattnas av vattendraget Kramforsån (Tvärån).

## Delavrinningsområde
Sjöbysjön ingår i det delavrinningsområde (698267-159472) som SMHI kallar för Utloppet av Sjöbysjön. Medelhöjden är 180 meter över havet och ytan är 10,21 kvadratkilometer. Räknas de 24 avrinningsområdena uppströms in blir den ackumulerade arean 104,89 kvadratkilometer. Avrinningsområdets utflöde Kramforsån (Tvärån) mynnar i havet. Avrinningsområdet består mestadels av skog (89 procent). Avrinningsområdet har 0,4 kvadratkilometer vattenytor vilket ger det en sjöprocent på 3,9 procent.